# Tout près de Satan
Pour plus de détails, voir Fiche technique et Distribution.
Tout près de Satan (titre original : Ten Seconds to Hell) est un film américano-britannique réalisé par Robert Aldrich, sorti en 1959.

## Synopsis
De retour à Berlin après la fin de la Seconde Guerre mondiale, six anciens soldats allemands décident de s'unir pour former une équipe de déminage. Conscients de la dangerosité de leur fonction, ils capitalisent afin que les survivants soient à l'abri du besoin. Sage décision, car les décès se succèdent et il ne reste bientôt plus que deux membres : Karl Wirtz et Eric Koertner. Entre eux, une tension exacerbée par la disparition de leurs camarades et par leur rivalité amoureuse pour Margot Hofer va crescendo lorsqu'on les charge d'une mission particulièrement délicate : le désamorçage d'une énorme bombe britannique. 

## Fiche technique
- Titre : Tout près de Satan
- Titre original : Ten Seconds to Hell
- Réalisation : Robert Aldrich
- Scénario : Robert Aldrich et Teddi Sherman d'après le roman de Lawrence P. Bachmann, The Phoenix (1955)
- Musique : Kenneth V. Jones
- Photographie : Ernest Laszlo
- Son : Heinz Garbowski
- Montage : Henry Richardson
- Décors : Ken Adam
- Costumes : Molly Arbuthnot
- Pays d'origine :  États-Unis,  Royaume-Uni
- Tournage : 
  - Langue : anglais
  - Période : début février à mi-avril 1958
  - Intérieurs : studios de Babelsberg, Potsdam (Allemagne)
  - Extérieurs : Berlin
- Production : Michael Carreras
- Sociétés de production : Hammer Film Productions, Seven Arts Productions
- Société de distribution : United Artists
- Format : noir et blanc — 35 mm — monophonique (Klangfilm-Eurocord)
- Genre : thriller, vie post-Seconde Guerre mondiale
- Durée : 94 minutes
- Dates de sortie :
  - Allemagne : 16 juin 1959
  - France : 24 juin 1959
- (fr) Mention CNC : tous publics (visa d'exploitation no 22140 délivré le 4 juin 1959)
- Affiche : André Bertrand (France)

## Distribution
- Jeff Chandler (VF : Roger Tréville) : Karl Wirtz
- Jack Palance (VF : Jean Claudio) : Eric Koertner
- Martine Carol : Margot Hofer
- Robert O. Cornthwaite (VF : Yves Massard) : Franz Loeffler
- Virginia Baker (VF : Jacqueline Ferrière) : Frau Bauer
- Richard Wattis (VF : Jacques Harden) : Major Haven
- Charles Nolte (VF : Michel Gatineau) : le docteur
- Dave Willock (VF : Pierre Leproux) : Peter Tillig
- Wes Addy (VF : Jean-Pierre Duclos) : Wolfgang Sulke
- Jimmy Goodwin (VF : Pierre Trabaud) : Hans Globke

## Autour du film
- François Truffaut, alors journaliste, s'est rendu sur le tournage du film à Berlin et a publié un reportage sous le titre  « J’ai vu tourner Robert Aldrich dans les ruines de Berlin » dans l'hebdomadaire Arts n°660, 5-11 mars 1958, p. 7.
- La production américano-britannique a bénéficié de la collaboration de la RDA et de l'importante infrastructure de ses studios de Babelsberg. Berlin-Est a notamment facilité le tournage des scènes de l'arrivée en train des ex-soldats au début du film[1].
- L'accroche française de ce film, « Il faut vivre dangereusement jusqu'au bout », affichée à la devanture d'un cinéma parisien devant lequel passe Michel Poiccard, héros d'À bout de souffle de Jean-Luc Godard (1959), indique le sens de sa destinée.